# Darlien Bajaziti
Darlien Bajaziti (sinh 7 tháng 7 năm 1994) là một cầu thủ bóng đá Albania thi đấu ở vị trí tiền đạo cho KF Laçi ở Kategoria Superiore. He is the son of  former Albania international player Dashnor Bajaziti.